# 13 TCN
Năm 13 TCN là một năm trong lịch Julius. 